# Hans-Jörg Seeberger
Hans-Jörg Seeberger (* 1943 in Worms; † 19. Oktober 2007 auf Mallorca) war ein deutscher Unternehmer.
Seeberger wanderte 1965 nach Japan aus und übernahm dort die Repräsentanz deutscher Firmen, darunter der Uhrenfirma Dugena. In den 1980er Jahren wurde er auf Empfehlung der damaligen DG Bank Direktor von Dugena, stieg dann aber aus, als die versprochene Beteiligung am Unternehmen ausblieb. Seeberger ging nach Hongkong, wo er die Firma Egana gründete. Mit dem Börsengang finanzierte er schließlich 1993 den Kauf von Dugena. 1998 übernahm Egana den Taschenhersteller Goldpfeil und fusionierte zur EganaGoldpfeil. Insgesamt hatte das Unternehmen drei Dutzend eigene Marken, darunter Junghans und Salamander, sowie 14 Lizenzmarken.
Laut Welt am Sonntag war der „Selfmade-Mann“ nicht nur „Multiunternehmer“, sondern zuvor auch „Polizist, Karatekämpfer, Schauspieler, Deutschlehrer“ und verheiratet mit einer japanischen Schauspielerin Michiyo Yamanda. Seeberger starb – Spiegel-Informationen zufolge – an einem Krebsleiden. 